# Rhinyptia bilaminiceps
Rhinyptia bilaminiceps är en skalbaggsart som beskrevs av Eugène Benderitter 1920. 
Rhinyptia bilaminiceps ingår i släktet Rhinyptia och familjen Rutelidae. Inga underarter finns listade i Catalogue of Life.